# Marsay Magda
Marsay Magda (Budapest, 1927. április 14. – Budapest, 2012. január 9.) opera-énekesnő (koloratúrszoprán), a Debreceni Csokonai Színház örökös tagja.

## Élete
Először hegedülni tanult, majd 1941-től 1944-ig rajzolni a Székesfővárosi Iparrajziskolában. Évekig műszaki rajzolóként dolgozott.
1951 és 1957 között a budapesti Bartók Béla Konzervatóriumban Barcs Gabriella énektanítványa volt.
Első évadját a Miskolci Nemzeti Színházban töltötte. Itt debütált Konstanza (Mozart: Szöktetés a szerájból) szerepében. 1958-tól visszavonulásáig, 1984-ig a Debreceni Csokonai Színház tagja volt. 1977-től 1994-ig tanított is a Zeneakadémia debreceni tagozatán.
Repertoárja a lírai és drámai koloratúrrepertoár teljes körére kiterjedt. A debreceni operajátszás aranykorának egyik vezető énekese volt.

## Szerepei
- Beethoven: Fidelio – Marcellina
- Britten: Szent Iván-éji álom – Titánia
- Csajkovszkij: Jevgenyij Anyegin – Tatyjana
- Delibes: Lakmé – címszerep
- Donizetti: Lammermoori Lucia – címszerep
- Erkel: Bánk bán – Melinda
- Erkel: Hunyadi László – Gara Mária
- Goldmark: Sába királynője – Szulamit
- Gounod: Faust – Margit
- Kacsóh Pongrác: János vitéz – A francia királykisasszony
- Mozart: Szöktetés a szerájból – Konstanza
- Mozart: Don Juan – Donna Anna
- Mozart: Figaro házassága – Almaviva grófné
- Mozart: A varázsfuvola – Az Éj királynője, Pamina, Első hölgy, Második fiú
- Muszorgszkij: Hovanscsina – Emma
- Nicolai: A windsori víg nők – Vígné
- Offenbach: Hoffmann meséi – Olympia, Giulietta, Antonia
- Poldini Ede: Farsangi lakodalom – Zsuzsika
- Ponchielli: Gioconda - címszerep
- Puccini: Bohémélet – Mimi
- Puccini: Pillangó kisasszony – címszerep
- Puccini: Gianni Schicchi – Lauretta
- Tardos Béla: Laura – címszerep
- Verdi: Attila – Odabella
- Verdi: Luisa Miller – címszerep
- Verdi: Ernani – Elvira
- Verdi: La Traviata – Violetta
- Verdi: Don Carlos – Erzsébet királyné

## Díjai, kitüntetései
- 1964 – Liszt Ferenc-díj
- 1975 – Érdemes művész
- 1981 – Csokonai-díj
- 1997 – A Magyar Köztársasági Érdemrend kiskeresztje